# Журавка (Еланский район)
Журавка — село в Еланском районе Волгоградской области России, административный центр Журавского сельского поселения.
Население — 788 (2010)

## История
Село входило в состав Аткарского уезда Саратовской губернии. Согласно Списку населённых мест Аткарского уезда 1914 года (по сведениям за 1911 год) село относилось к Краишевской волости, село населяли бывшие помещичьи крестьяне, великороссы, всего 1210 мужчин и 1073 женщины. В селе имелись церковь, земская и церковная школа
В 1928 году село включено в состав Еланского района Камышинского округа (упразднён в 1930 году) Нижне-Волжского края (с 1934 года — Сталинградского края). В 1935 году включено в состав Вязовского района (в 1936 году Вязовский район включён в состав Сталинградской области). В 1963 году в связи с упразднением Вязовского района включено в состав Еланского района. Село являлось центром Журавского сельсовета.

## География
Село находится в пределах Хопёрско-Бузулукской равнины, являющейся южным окончанием Окско-Донской низменности, по правой стороне реки Терсы), на высоте около 110—120 метров над уровнем моря.
По автомобильным дорогам расстояние до областного центра города Волгоград составляет 300 км, до районного центра рабочего посёлка Елань — 30 км (расстояние по прямой — 13 км).
Климат
Климат умеренный континентальный (согласно классификации климатов Кёппена — Dfb). Многолетняя норма осадков — 449 мм. В течение города количество выпадающих атмосферных осадков распределяется относительно равномерно: наибольшее количество осадков выпадает в июне — 53 мм, наименьшее в марте — 23 мм. Среднегодовая температура положительная и составляет +6,4 °С, средняя температура самого холодного месяца января — −9,9 °С, самого жаркого месяца июля — +21,7 °С.
Часовой пояс
Краишево, как и вся Волгоградская область, находится в часовой зоне МСК (московское время). Смещение применяемого времени относительно UTC составляет +3:00.

## Население
Динамика численности населения по годам:
| 1859 | 1897 | 1911 | 1987  | 2002 |
| ---- | ---- | ---- | ----- | ---- |
| 1416 | 1609 | 2283 | ≈1000 | 920  |

| 2010 |
| ---- |
| 788  |